# Ludwig Simon
Ludwig Simon est un acteur allemand né le 22 décembre 1997.

## Biographie
Ludwig Simon est le fils de l'actrice Maria Simon et de l'acteur Devid Striesow.
Il commence à tourner en 2011 dans la série Flemming diffusée sur la ZDF. En 2014, il joue dans le film Polizeiruf 110: Hexenjagd, d'après la série Polizeiruf 110 dans laquelle jouait sa mère. En 2017, il est au générique du téléfilm Tatort: Söhne und Väter dans lequel son père a l'un des rôles principaux. En 2018, il joue dans le téléfilm Alles Isy avec Claudia Michelsen et dans la série Beat avec Jannis Niewöhner.
Il a l'un des premiers rôles dans la comédie Meine teuflisch gute Freundin (2018) et dans le film Im Niemandsland (2019). Il trouve son rôle le plus important dans la série Netflix Nous, la vague en 2019.
Il joue de plusieurs instruments et vit à Berlin.

## Filmographie

### Cinéma

#### Longs métrages
- 2018 : Meine teuflisch gute Freundin : Samuel
- 2019 : Der Fall Collini
- 2019 : Im Niemandsland : Thorben
- 2019 : Schneewittchen und der Zauber der Zwerge : prince Kilian

### Télévision

#### Téléfilms
- 2014 : Göttliche Funken
- 2015 : Polizeiruf 110: Hexenjagd
- 2016 : Spreewaldkrimi – Spiel mit dem Tod
- 2018 : Alles Isy : Lenny
- 2018 : Der Zürich-Krimi: Borchert und die Macht der Gewohnheit : Tim Ritter
- 2017 : Tatort: Söhne und Väter : Moritz Stellbrink

#### Séries télévisées
- 2011 : Flemming
- 2013 : Binny und der Geist
- 2014 :  Bettys Diagnose (un épisode)
- 2017 : Die Eifelpraxis (deux épisodes)
- 2017 : Der Kriminalist (un épisode)
- 2017 : Letzte Spur Berlin (un épisode)
- 2017 : Babylon Berlin
- 2018 : Beat : Janik
- 2019 : Charité
- 2019 : Nous, la vague : Tristan Broch